# Helmuth Kiesel

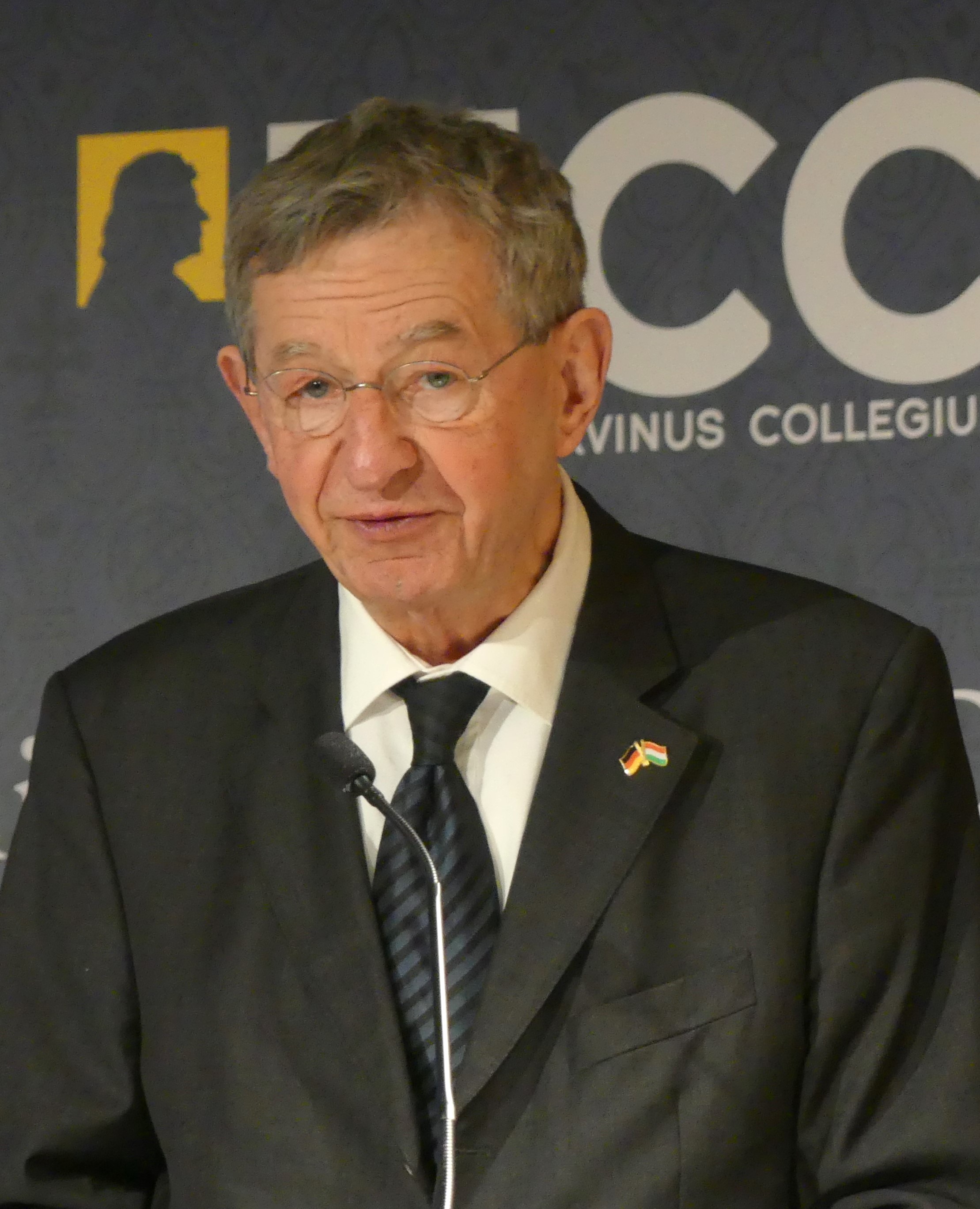
Helmuth Kiesel im Jahr 2025

Helmuth Kiesel (* 1. August 1947 auf dem Spatzenhof, Gemeinde Bühlerzell) ist ein deutscher Germanist. Er ist emeritierter Professor für Neuere Deutsche Literatur in Heidelberg.

## Leben
Kiesel studierte von 1969 bis 1974 Germanistik und Geschichtswissenschaft in Tübingen. Dort wurde er 1976/77 mit einer Arbeit über literarische Hofkritik von Sebastian Brant bis Friedrich Schiller promoviert. 1984 habilitierte er sich mit einer Arbeit über Alfred Döblins Exil- und Spätwerk. Nach Lehrstuhlvertretungen bzw. Professuren in Bochum, Tübingen und an der Universität Bamberg nahm er 1990 einen Ruf an die Universität Heidelberg an. Dort wurde er 2015 emeritiert.
Kiesels Forschungsschwerpunkt ist die Geschichte der deutschsprachigen Literatur von 1918 bis 1945. Herausgeberschaften hat er bei Heidelberger Jahrbücher (Springer, Heidelberg), Konzepte (Niemeyer, Tübingen) sowie Schriften zur Literaturwissenschaft (Duncker & Humblot, Berlin) inne.
Kiesel veröffentlichte unter anderem Bücher zu Ernst Jünger. Zudem wurde vor allem durch seinen Beitrag zur Debatte um Martin Walsers Buch Tod eines Kritikers einer breiteren Öffentlichkeit bekannt. Er publizierte unter anderem zu Erich Kästner, Thomas Mann, Max Weber, Franz Kafka, Bertolt Brecht, Gottfried Benn, Botho Strauß und Peter Handke. Er ist als Rezensent der FAZ tätig.

## Schriften (Auswahl)
Als Autor:
- mit Paul Münch: Gesellschaft und Literatur im 18. Jahrhundert. Voraussetzungen und Entstehung des literarischen Markts in Deutschland. Beck, München 1977, ISBN 3-406-06661-5.
- „Bei Hof, bei Höll“. Untersuchungen zur literarischen Hofkritik von Sebastian Brant bis Friedrich Schiller. Dissertation. Niemeyer, Tübingen 1979, ISBN 3-484-18056-0.
- Erich Kästner. Beck, München 1981, ISBN 3-406-08418-4.
- Literarische Trauerarbeit. Das Exil- und Spätwerk Alfred Döblins. Habilitationsschrift. Niemeyer, Tübingen 1986, ISBN 3-484-18089-7.
- Wissenschaftliche Diagnose und dichterische Vision der Moderne. Max Weber und Ernst Jünger. Manutius, Heidelberg 1994, ISBN 3-925678-43-3.
- Geschichte der literarischen Moderne. Sprache, Ästhetik, Dichtung im 20. Jahrhundert. Beck, München 2004, ISBN 3-406-51145-7.
- Ernst Jünger. Die Biografie. Siedler, München 2007, ISBN 978-3-88680-852-6.
- Geschichte der deutschsprachigen Literatur 1918 bis 1933. C.H. Beck, München 2017, ISBN 978-3-406-70799-5.

Als Herausgeber:
- mit Dieter Borchmeyer: Der Ernstfall. Martin Walsers „Tod eines Kritikers“. Hoffmann und Campe, Hamburg 2003, ISBN 3-455-09413-9.
- mit Dieter Borchmeyer: Das Judentum im Spiegel seiner kulturellen Umwelten. Symposium zu Ehren von Saul Friedländer. Edition Mnemosyne, Neckargemünd 2004, ISBN 3-934012-11-6.
- Ernst Jünger: Kriegstagebuch 1914–1918. Herausgegeben und kommentiert von Helmuth Kiesel. Klett-Cotta, Stuttgart 2010, ISBN 978-3-608-93843-2.
- Ernst Jünger: In Stahlgewittern. Historisch-kritische Ausgabe. 2 Bände. Klett-Cotta, Stuttgart 2013, ISBN 978-3-608-93946-0.[3]
- Ernst Jünger: Krieg als inneres Erlebnis. Schriften zum Ersten Weltkrieg. Herausgegeben von Helmuth Kiesel. Klett-Cotta, Stuttgart 2016, ISBN 978-3-608-96101-0.
- als Mitherausgeber: Killy Literaturlexikon. 2. Auflage. De Gruyter, Berlin/Boston.